# Académie de la Grande Chaumière

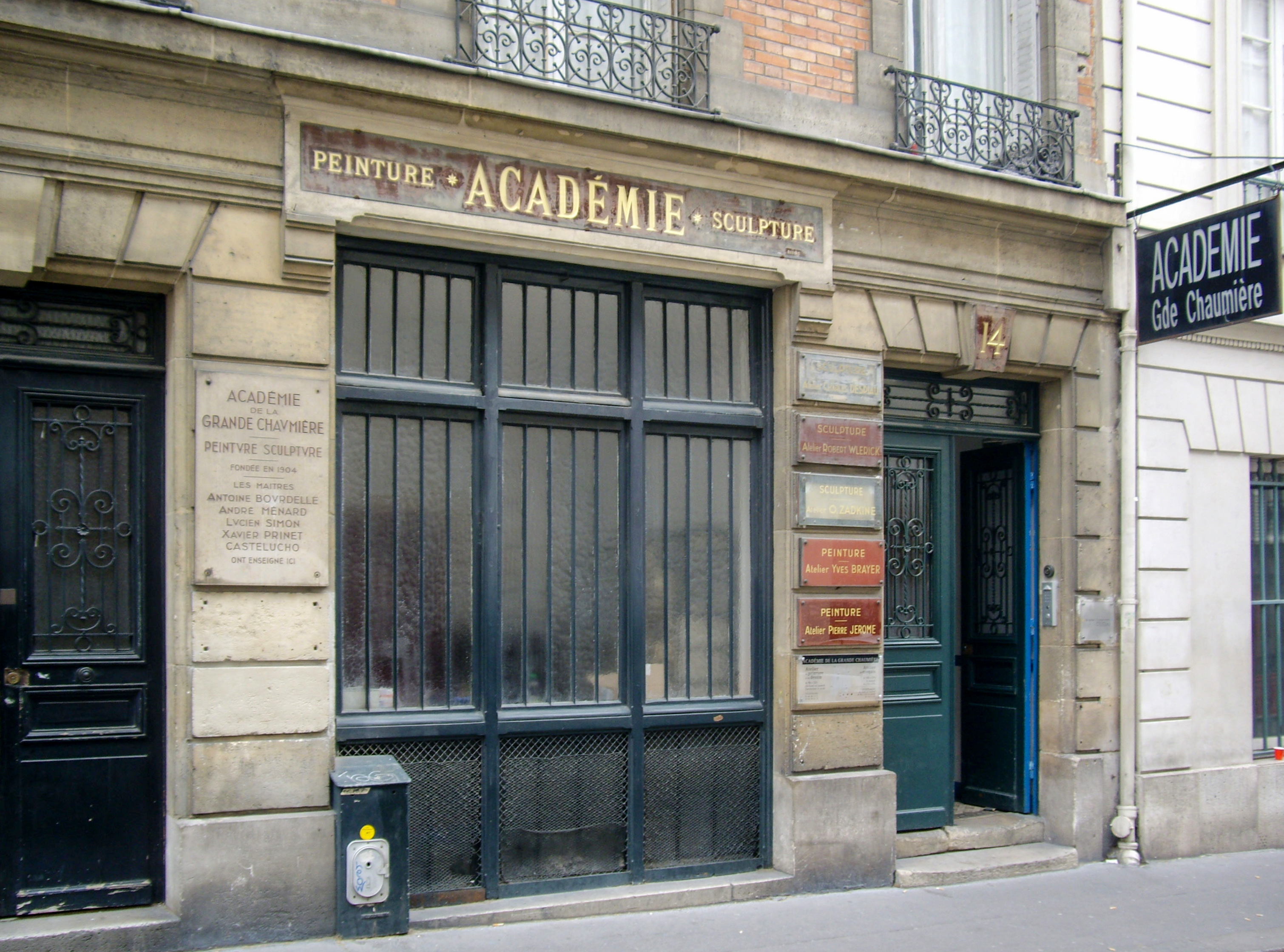
Ingången till l'Académie de la Grande Chaumière.

Académie de la Grande Chaumière är en konstskola i Paris.
Skolan, med adress Rue de la Grande Chaumière 14, grundades 1902 av Martha Stettler (1870–1946) och Alice Dannenberg (1861–1948). Skolan hade en storhetsperiod i början av 1900-talet. Bland dem som varit elever på skolan märks Amedeo Modigliani, Tamara de Lempicka, Alberto Giacometti, Luc-Peter Crombé, Astrid Rietz, Inge Schiöler, Eddie Figge, Ebba Ahlmark-Hughes, Siri Derkert, Bror Hjorth, Ninnan Santesson, Joe Hedlund och Heribert Stenberg.
Skolan heter numera Académie Charpentier.